# Margarita Corvalán
Margarita Corvalán (o Corbalán) fue una patriota argentina, considerada una de las Patricias Argentinas, especialmente por su participación en la confección de la bandera del ejército libertador.

## Biografía
Margarita Corvalán nació en Mendoza ca.1800. Era hija de Domingo Roge Corvalán y de Manuela Sotomayor, y hermana del general Manuel Corvalán.
Durante la cena de Navidad de 1816 en casa de Laureana Ferrari, con la presencia de San Martín y su familia, sus principales oficiales y otros vecinos de la ciudad, San Martín solicitó en un brindis que las damas cuyanas confeccionasen la bandera para el ejército de los Andes, a lo que las presentes, Laureana Ferrari, Dolores Prats de Huisi, Margarita Corvalán y Mercedes Álvarez Morón se comprometieron a realizar antes del día de reyes.

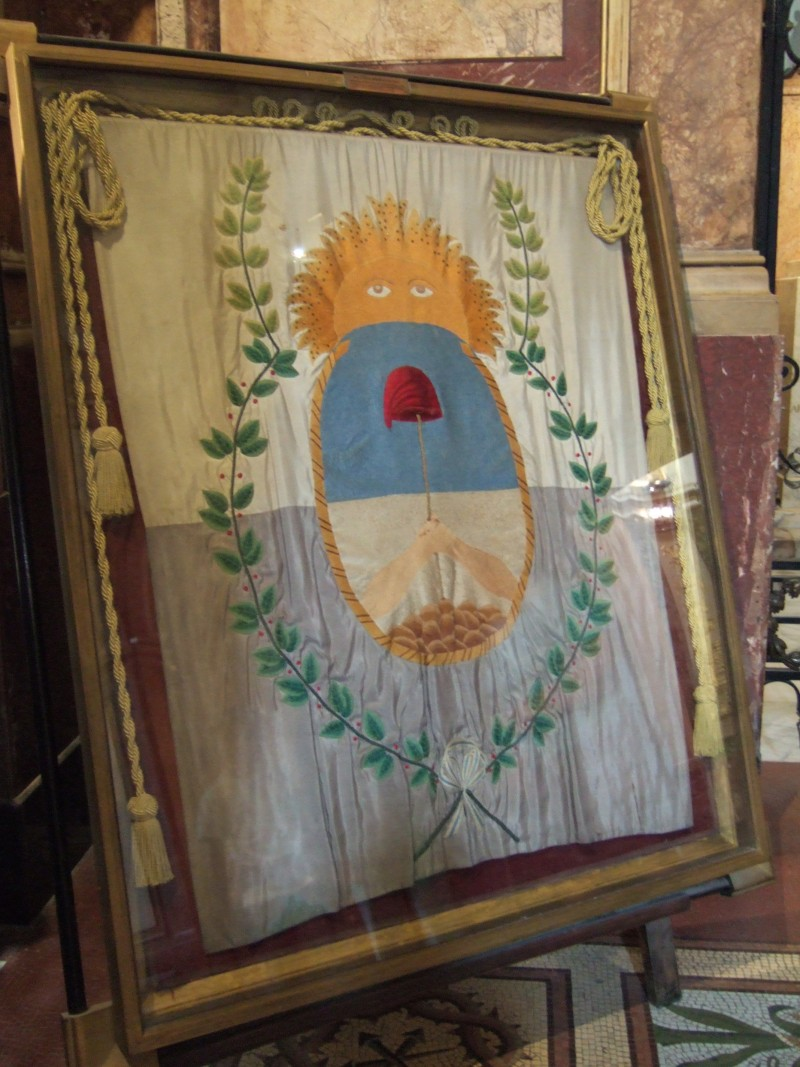
Bandera del Ejército de los Andes.

Luego de cuatro días y sus noches las jóvenes pudieron terminar la bandera, antes de la fecha comprometida. 
Casó en 1827 con Luis de San Pedro Anzorena de Montes de Oca.
En 1828 ambos emigraron a Chile, donde Margarita murió muy joven y sin hijos.